# Легке метро Абуджі
Легке метро Абуджі — легке метро, що діє в столиці Нігерії, місті Абуджа. Перша система легкорейкового транспорту в Західній Африці та друга на південь від Сахари (після швидкісного трамвая Аддіс-Абеби).
Будівництво розпочато 2007 року. Вартість проєкту 823 млн доларів США. Проєкт здійснено китайською будівельною корпорацією.
Перша лінія відкрита 12 липня 2018 року та зв'язала центр міста з міжнародним аеропортом Ннамді Азіківе. Ширина колії 1435 мм. Планується, що у перспективі мережа зв'яже Абуджу з містами-супутниками, такими як Ньянья, Кубва, Марараба та Лугбе. Вся система становитиме 78 км. У перспективі буде проведено електрифікацію лінії.

## Лінії
- Перша — жовта лінія, 8 станцій, довжина 26,7 км. Поєднує центр міста з аеропортом.
- Друга — синя лінія, 5 станцій. Поєднує район Кубва з аеропортом.

## Рухомий склад
Склади з трьох вагонів, що рухаються дизельним локомотивом.